# Démographie des îles Turques-et-Caïques
La population estimée des Îles Turques-et-Caïques est de 44 859 habitants en 2012.
- Taux de naissances  : 	12.3 pour 1000 habitants (2006)
- Taux de décès  :	2.3 pour 1000 habitants  (2006)

## Sources
- https://archive.is/20121208151414/http://www.world-gazetteer.com/wg.php?x=&men=gadm&lng=en&des=wg&geo=-204&srt=npan&col=abcdefghinoq&msz=1500 Recensement de la population en 2012